# Иодид мышьяка(V)
Иодид мышьяка(V) — бинарное неорганическое соединение
мышьяка и иода с формулой AsI5,
коричневые кристаллы,
растворяется в воде.

## Получение
- Сплавление стехиометрических количеств чистых веществ в инертной атмосфере:

{\displaystyle {\mathsf {2As+5I_{2}\ {\xrightarrow {150^{o}C}}\ 2AsI_{5}}}}

## Физические свойства
Иодид мышьяка(V) образует коричневые кристаллы.
Растворяется в воде, этаноле и диэтиловом эфире.